# Kuwanimyia orientalis
Kuwanimyia orientalis là một loài ruồi trong họ Tachinidae.